# T-money

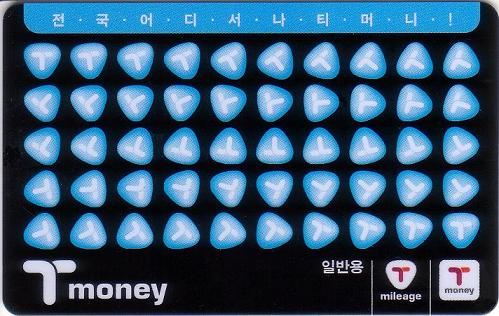
T-money

T-money är ett uppladdningsbart kort för smarta enheter som används till att betala för transport i och runt Seoul, samt till andra områden i Sydkorea. T-money kan också användas istället för kontanter eller kontokort i vissa närbutiker och andra företag. T-money drivs av Korea Smart Card Co, Ltd ägs av Seoul Metropolitan City (34,4 %), LG CNS (31,85 %) och Credit Card Unions (15,73 %).

## Användning
I likhet med sin föregångare, "Seoul busskort", kan T-money användas för att betala för buss, tunnelbana och vissa taxiresor. T-money accepteras av:
- Alla bussar i Seoul, Gyeonggi, Incheon, Busan, Daegu, och Daejeon.
- Seouls, Incheons, Busans, Daegus och Daejeons tunnelbana.
- AREX, U Line, EverLine, Shinbundang Line och Busan–Gimhae Light Rail Transit
- Alla bussar i Sejong City, Södra Chungcheong och Norra Chungcheong
- Alla Gangneung, Wonju och Hoengseong bussar i Gangwon
- Alla Andong, Gyeongsan, Yeongju, Bonghwa, Sangju, Mungyeong och Pohang, Gyeongju, Yecheon stadsbussar i Norra Gyeongsang
- Alla Södra Gyeongsangs stadsbussar utom Gimhae
- Alla Jeju-bussar

Vissa butiker och attraktioner, inklusive Seouls fyra palats (utom Gyeonghuigung), Lotte World nöjespark, Kyobo Book Centre, GS 25, CU/FamilyMart och andra utvalda servicebutiker accepterar T-money som betalningsmetod.

## Korttyper

### Standard
T-money kort kostar 2 500–3 000 won och kan köpas och laddas på tunnelbanestationer, bankomater, närbutiker och kiosker lokaliserade i anslutning till busshållplatser. Självbetjäningsladdmaskiner finns också på tunnelbanestationerna.

### Rabattkort
Det finns två typer av rabattkort, en för tonåringar i åldern 13–18 och en för barn i åldern 7–12. Man behöver ett adekvat ID-kort som antingen är ett ungdomskort eller student-ID för att köpa dessa kort. Rabattkort måste registreras via internet inom 10 dagar efter första användningen. 
Registrering kräver numret på kortet, och ett nationellt ID-nummer eller utlänningsregistreringsnummer eller en blankett som finns på t-money hemsida som kan skickas till kundtjänst tillsammans med underlag. Pensionärer har rätt till fri transport.

### T-money accessories
Mindre och mer hållbara T-betalkort med en snodd för enkel anslutning till mobiltelefoner finns också, för cirka 6 000~8 000 ₩. Klockor, dockor, MP3-spelare, bärbara minnen, ringar och band som innehåller T-pengar finns också till försäljning.

### Relaterade kort
- Metro Pass (정기권), ett månadskort för Seouls och Incheons tunnelbanesystem finns på stationerna.
- T-money Mpass, ett endagskort som innehåller Seoul City Tour Bus-biljett och begränsad användning av huvudstadens transportsystem.
- Seoul Citypass Plus är en T-money med extra förmåner på turistattraktioner.
- Mobile T-money är en RF-/NFC-Sim kortbaserade T-money tjänster. Mobile T-money app finns på Google Play och varje mobiltjänsteleverantörs ESD.

## Historia
Stadsstyrelsen meddelade namnet på nya transitkort som kallas T-money den 22 april 2004. Då uppgavs att "T" står för resa, beröring, trafik och teknik. Två månader senare, i juni 2004, installerades T-money-terminaler på stationerna och i juli samma år invigdes systemet officiellt, med en dag av fria resor för alla. Från den 15 oktober 2005 började även Incheons offentliga transiteringssystem acceptera T-money.
Tjänsten för Internetpåfyllning av T-moneys aktiverades den 6 december 2005 och den 13 november 2006 började även  transiteringssystemet Gyeonggi-do delvis acceptera T-money. Busans stadsbussar började acceptera T-money den 4 augusti 2008.